# Otto van der Haegen
Otto van der Haegen (* 23. Mai 1887 in Kreuztal; † 7. Juni 1915 bei Gent, Belgien) war ein preußischer Oberleutnant, Zeppelin-Kommandant und Leiter der Luftschifferschule von Berlin. 1912 überflog er erstmals das Siegerland und machte die ersten Luftaufnahmen dieser Region.
Er fiel als Kommandant des Luftschiffes LZ 37, mit dem er am 7. Juni 1915 nach einem Flugzeugangriff des britischen Fliegers Reginald A.J. Warneford bei Gent abstürzte. Dabei handelte es sich um die erste und einzige Zerstörung eines fahrenden Luftschiffes durch ein Flugzeug mittels Bomben während des Ersten Weltkriegs. Noch insgesamt 40 Luftschiffe wurden im Krieg abgeschossen und weitere gingen infolge technischer Mängel und/oder widriger Wetterbedingungen verloren.
Das Luftschiff, das sich auf der Rückfahrt einer zuvor erfolgten Angriffsfahrt mit Ziel Großbritannien und Calais befand, stürzte brennend auf das Kloster O.L.V. Visitatie im Genter Ortsteil Sint-Amandsberg.
Van der Haegen und sein Erster Offizier Kurt Ackermann sind noch heute auf dem ehemaligen deutschen Friedhof (Westerbegraafplaats) in Gent bestattet, auf dem auch 1917 ein Ehrenmal für die insgesamt acht Gefallenen des Luftschiffes LZ 37 errichtet wurde.
Während der NS-Zeit war in Kreuztal ein Reichsarbeitsdienstlager nach ihm benannt.